# Nyagasanda
Nyagasanda är ett vattendrag i Burundi.   Det ligger i provinsen Rutana, i den centrala delen av landet, 100 km öster om huvudstaden Bujumbura.
Omgivningarna runt Nyagasanda är en mosaik av jordbruksmark och naturlig växtlighet. Runt Nyagasanda är det ganska tätbefolkat, med 139 invånare per kvadratkilometer.